# Палеохори (Гребен)
Палеохори (грч. Παλαιοχώρι) је насељено место у општини Гребен у периферији Западна Македонија, Грчка. Према попису из 2021. године било је 188 становника.
Према бугарском географу и историчару, Василу Канчову, у Палеохорију је 1900. године живело 195 Грка. На попису из 1928. године број становника се повећао на 812, досељавањем мештана околних села и 75 грчких избеглица.